# Dominika Wylężek
Dominika Wylężek (* 16. Juli 1987 in Świerklaniec) ist eine polnische Fußballspielerin.

## Karriere

### Vereine
Wylężek begann beim KS Strzybnica, einem ortsansässigen Sportverein im Landkreis Tarnowskie Góry mit dem Fußballspielen. 2005, dem Jugendalter entwachsen, wechselte sie zum Erstligisten KS AZS Wrocław. In den fünf Spielzeiten gewann sie mit dem Verein 2006, 2007, 2008 die Meisterschaft und 2009 den nationalen Vereinspokal. In Breslau debütierte sie am 11. August 2005 in der Champions League und führte die Mannschaft als Spielführerin im 2. Gruppenspiel der 1. Runde zum 11:0-Sieg gegen den zyprischen Vertreter AEK Kokkinochorion. In der Gruppenphase der 2. Runde belegte die Mannschaft den letzten Platz und schied aus dem Wettbewerb aus.
Am 2. August 2010 verkündete sie ihren Wechsel nach Deutschland zum Zweitliga-Aufsteiger BV Cloppenburg. In ihrer Premierensaison bestritt sie 19 von 22 Ligaspielen und debütierte am 15. August 2010 (1. Spieltag) bei der 0:1-Niederlage im Heimspiel gegen Tennis Borussia Berlin. In der Folgesaison bestritt sie 17 von 22 Ligaspielen. Am 13. August 2011 debütierte sie als Torfrau im DFB-Pokal, als sie in der 1. Runde, beim 14:0-Sieg beim TS Woltmershausen, das Tor hütete.
In ihrer dritten Spielzeit trug sie mit 21 von 22 Ligaspielen zum Aufstieg in die Bundesliga 2013/14 bei. Ihr Bundesligadebüt gab sie am 8. September 2013 (1. Spieltag) beim 3:3-Unentschieden im Auswärtsspiel gegen die SGS Essen.

### Nationalmannschaft
Ihr Länderspieldebüt gab sie am 30. September 2004 für die U19-Nationalmannschaft im 2. EM-Qualifikationsspiel für die Europameisterschaft 2005 in Ungarn beim 2:2-Unentschieden gegen die U19-Nationalmannschaft Kroatiens. Doch zur Teilnahme an der Endrunde reichte es nicht, da die Gruppe 9 mit dem zweiten Platz hinter Belgien abgeschlossen wurde.
Seit 2011 gehört sie zum Kader der A-Nationalmannschaft, kam bislang jedoch nicht zum Einsatz.
Mit dem dritten Platz in der 2. Qualifikationsrunde für die Europameisterschaft 2013 in Schweden verpasste sie diese Endrunde; Wylężek kam in den zehn Qualifikationsspielen nicht zum Einsatz.

## Erfolge
- Meister 2. Bundesliga Nord 2013
- Polnischer Meister 2006, 2007, 2008
- Polnischer Pokalsieger 2009

## Sonstiges
Von 2005 bis 2007 besuchte sie das Technikum Ekonomiczne in Nakło Śląskie, einem Stadtteil von Świerklaniec. An der AWF w Wrocławiu in Wychowanie Fizyczne  begann sie anschließend ihr Studium in Ökonomie, welches sie 2010 mit dem Diplom abschloss.